# NGC 4681
NGC 4681 (również PGC 43166) – galaktyka spiralna (Sab), znajdująca się w gwiazdozbiorze Centaura. Odkrył ją John Herschel 15 marca 1836 roku.
W galaktyce tej zaobserwowano supernową SN 2012hv.